# Anthurium organense
Anthurium organense är en kallaväxtart som beskrevs av Adolf Engler. Anthurium organense ingår i släktet Anthurium och familjen kallaväxter. Inga underarter finns listade.